# 국가와 혁명과 나
《국가와 혁명과 나》(國家와 革命과 나)는 대한민국의 대통령 박정희가 1963년에 출간한 저서이다.

## 목차
- 제一장 혁명은 왜 필요하였는가: 1960년대의 국내 정세
  - 一. 30억 불 원조의 내역과 그 전말
    - 1. 48% 대 52%의 국가예산
    - 2. 시설재냐 소비재냐
    - 3. 잉여농산물과 도입과 한국의 농촌
    - 4. 소비재 치중 원조와 그 결과

  - 二. 파탄에 직면하였던 민족경제
    - 1. 국민총생산과 산업구조
    - 2. 공업화의 원동력과 석탄문제
    - 3. 놀라지 않을 수 없던 전력사정
    - 4. 버림받은 지하자원
    - 5. 국가관리 기업체의 파탄
    - 6. 34개 주요 기업체의 단면

  - 三. 4.19혁명의 안타까운 流産과 민주당 정권
  - 四. 폐허의 한국 사회
  - 五. 5.16혁명

- 제二장 혁명 2년간의 보고
  - 一. 舊惡의 청소와 환경정리
  - 二. 혁명 2년간의 경제
    - 1. 제1차 경제개발 5개년계획
    - 2. 외자도입 실적과 그 개관
    - 3. 산업부문별의 실적
    - 4. 각 중요 산업별 실적의 검토
    - 5. 주요 생산품 생산실적
    - 6. 기간산업의 건설
    - 7. 정부 직할 기업체의 운영합리화
    - 8. 농림행정 부문
    - 9. 교통 체신 부문

  - 三. 적극외교에 나서다
  - 四.. 문화, 예술, 교육
  - 五. 재건국민운동

- 제三장 혁명의 중간결산
  - 一. 혁명과 나
  - 二. 자아비판과 반성
  - 三. 나의 심경
    - 1. 지위를 바라지 않는다
    - 2. 2.27선서와 나
    - 3. 3.16성명 - 4.8성명으로
    - 4. 국민의 의사에 복종

  - 四. 혁명은 꼭 성취되어야 한다
    - 1. 혁명의 본질과 반동요소
    - 2. 진정한 국민층을 바탕으로

- 제四장 세계사에 부각된 혁명의 각 態像
  - 一. 혁명에 성공한 각 민족의 재건 유형
    - 1. 중국의 근대화와 孫逸仙 혁명
    - 2. 明治유신과 일본의 근대화
    - 3. 케말 파샤와 터키 국민혁명
    - 4. 나세르와 이집트혁명

  - 二. 중근동과 중남미의 혁명 사태
  - 三. 혁명의 각 態像을 보고

- 제五장 라인 강의 기적과 불사조의 독일민족
  - 一. 지상 최대의 비극과 패전국 독일
  - 二. 라인 강의 기적
  - 三. 이 기적의 요인
  - 四. 백억 불의 미국 원조와 한국동란의 영향

- 제六장 우리와 美, 日 관계
  - 一. 韓.美 간의 관계
  - 二. 韓.日 간의 관계

- 제七장 조국은 통일될 것인가
  - 一. 민족의 비극 38선
  - 二. 분단에 몸부림친 18년사
  - 三. 통일을 위한 우리의 각오

- 제八장 우리는 무엇을 어떻게 할 것인가
  - 一. 5천 년의 역사는 改新되어야 한다
    - 1. 퇴영과 조잡과 침체의 연쇄사
    - 2. 改新의 時點에 서서

  - 二. 新 정치풍토의 마련
  - 三. 자립경제의 건설과 산업혁명
    - 1. 경제위기와 혁명의 목표
    - 2. 십년전쟁의 어귀에 서서
    - 3. 全국민의 총명과 피 땀, 인내를

  - 四. 理想혁명과 민주적 현실
    - 1. 理想혁명과 조용한 개혁
    - 2. 국민의 진정한 민주주의적 판단

  - 五. 조국의 미래상
  - 六. 친애하는 동포에게